# 芝麻水库
芝麻水库是中国安徽省滁州市定远县境内的一座水库，位于淮河水系洛河上，建于1972年。水库正常库容为800万立方米，集雨面积为49平方千米，海拔为70米。